# Lo mai gai
Le lo mai gai (en cantonais ; 糯米雞 ; pinyin : nuòmǐ jī), est un plat classique de dimsum servi aux heures du yum cha. Le nom de ce plat peut être littéralement traduit par : « poulet au riz gluant ». Il est cuit à la vapeur enveloppé dans des feuilles de lotus.

## Description
Le lo mai gai est principalement un plat de la cuisine du sud de la Chine. Il contient du riz gluant farci avec du poulet, des champignons parfumés, de la saucisse chinoise, de la cébette et parfois des crevettes séchées ou de l'œuf salé. La boule de riz est ensuite enveloppée dans une feuille de lotus séchée et cuite à la vapeur. En Amérique du Nord, une feuille de banane, de lys ou de vigne peut être utilisée à la place.
En Malaisie et à Singapour, il y a deux variantes de lo mai gai. La première version est la version cantonaise originale tandis que l'autre est un produit à emporter servi dans les cafés et les restaurants locaux spécialisés dans les dimsums.

## Variantes
Parfois, le lo mai gai est divisé en plus petites préparations enveloppées, qui sont alors connues sous le nom chun chu gai (珍珠雞) signifiant littéralement « perles de poulet » en chinois. Grâce à la souplesse des feuilles de lotus, le lo mai gai est habituellement enveloppé en rectangle. Les zongzi enveloppés dans des feuilles de bambou sont de forme tétraédrique,.
Le bánh chưng est la version du lo mai gai originaire du Viêt Nam. Il a généralement la forme d'un prisme composé d'une couche extérieure de riz gluant farcie de haricots mungo écrasés et de porc. On utilise généralement de la poitrine de porc marinée dans de la sauce de poisson, du poivre noir, du sel et de l'ail. Il peut contenir d'autres épices et d'autres condiments en fonction des goûts. Il est habituellement enveloppé dans des feuilles de bananier et cuit à la vapeur. Le bánh chưng est servi en particulier pendant le Tết, la fête du Nouvel An vietnamien (qui coïncide avec la nouvelle année chinoise). Le bánh chưng peut être frit au lieu d'être cuit à la vapeur, on l'appelle alors bánh chưng rán. Une autre version du bánh chưng est le bánh tét qui contient les mêmes ingrédients et est préparé de la même manière. Toutefois, il est en forme de cylindre et peut être sucré (contrairement au bánh chưng qui n'existe qu'en version salée).

## Galerie

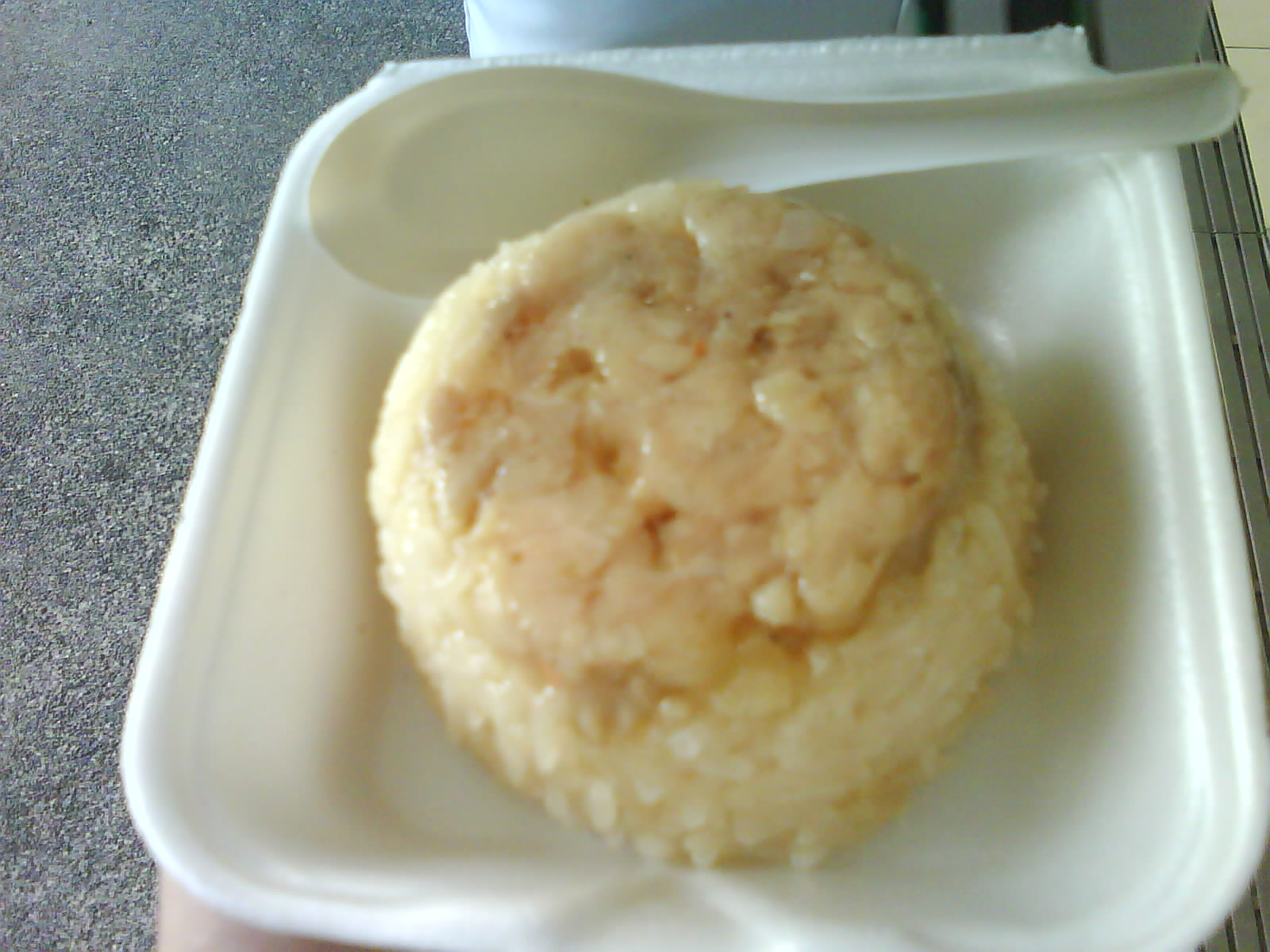
Lo mai gai à emporter, généralement servi dans un petit bol.
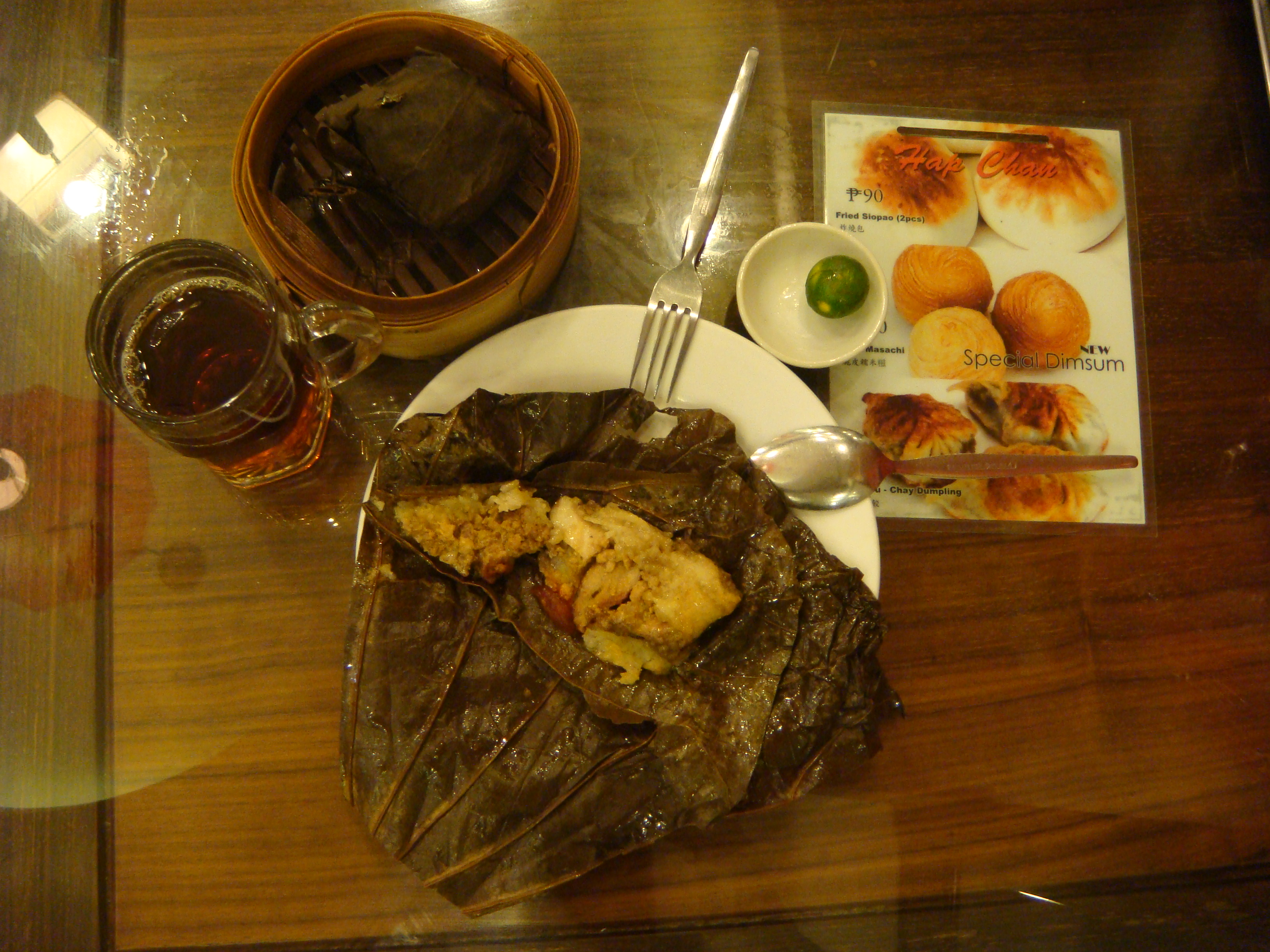
Machang (zongzi ou ma-chang : 肉粽), une variante du lo mai gai de forme triangulaire. Plat fait de riz gluant farci de poulet ou de porc adobo avec une sauce aux haricots et quelques champignons.